# 톱 40
음악 산업에서 톱 40은 특정 장르의 현재 가장 인기 있는 40곡이다. 그것은 가장 잘 팔리거나 가장 자주 방송되는 대중음악이다. 레코드 차트는 전통적으로 총 40곡으로 구성되어 있다. "톱 40" 또는 "현대 히트 라디오"도 라디오 형식이다.

## 같이 보기
- 컨템포러리 히트 라디오